# Janusz A. Zajdel
Janusz Andrzej Zajdel (Varsó, 1938. augusztus 15. – Varsó, 1985. július 19.) lengyel tudományos-fantasztikus író.

## Pályafutása
A Varsói Egyetemen fizikát tanult, diplomája megszerzése után mint radiológiai mérnök és atomfizikai szakértő dolgozott a lengyel sugárvédelem központi laboratóriumában. Számos tudományos munkát, biztonsági előírásokkal kapcsolatos kézikönyvet és tankönyvet publikált. 
Szabadidejében a tudományt népszerűsítette, a tudományos-fantasztikus irodalom eszközeinek felhasználásával. Testvérével együtt egy rovatot vezetett a Młody Technik című lapban, a tudomány iránt érdeklődő fiatalok számára. 1961-ben e lapban jelent meg első fantasztikus írása, a Tau Wieloryba című novella. Hamarosan több más elbeszélése is megjelent a lengyel lapokban. Első önálló kötete, a Jad mantezji című antológia 1965-ben jelent meg, e kötetbe korábban a lapokban, illetve más antológiákban megjelent elbeszéléseit gyűjtötte. 1982-ig további négy hasonló könyvet tett közzé: Przejście przez lustro (1975), Iluzyt (1976), Feniks (1981) és Ogon diabła (1982). Első regénye, a  Lalande 21185 1966-ban jelent meg, egy évvel első antológiája után. A művet az ifjúságnak szánta. 
Első, igazán komoly regénye egy "első találkozás" típusú munka volt, a Prawo do powrotu (1975). E munkája, valamint később, az 1970-es évek végén – 1980-as évek elején publikált regényei, a Cylinder van Troffa (1980), Limes inferior (1982), Cała prawda o planecie Ksi (1983), Wyjście z cienia (1983) és a Paradyzja (1984) az egyik legjelentősebb lengyel tudományos-fantasztikus íróvá avatták. 
Több lengyel, illetve nemzetközi fantasztikus kör aktív tagja, a World SF megbízottja volt. Az 1980-as években aktívan támogatta a Szolidaritás mozgalmat. Tüdőrákban hunyt el, a betegség elleni hároméves küzdelem után.

## Munkáinak témái
Az 1960-as, 1970-es évek elején írt korai munkái a különböző találmányokra, azok űrkutatásban, a földön kívüli civilizációkkal való kapcsolatfelvételben, mesterséges intelligenciában betöltött szerepére koncentráltak. Későbbi műveiben inkább e találmányok társadalmi vonatkozásaira, gyakran negatív következményeire összpontosított. Az idő múlásával egy téma egyre inkább láthatóbb lett műveiben: az emberi társadalom irányításának kísérleteiben rejlő veszélyekkel kapcsolatos aggodalom. Elítélte a tudatlanságot, felhívta a figyelmet az idegengyűlölet veszélyeire, filozófiai kérdéseket tett fel az univerzum természetével, a boldogsággal és az ember sorsával kapcsolatban. Zajdel második írói korszakának (1970-es évek végétől haláláig) alkotásai a társadalmi és a disztopikus fikció műfaját reprezentálják. Munkáiban totalitárius államokat és társadalmakat írt le, amelyekben az emberek a tömeges megfigyelés szélsőséges formájában élnek. Művet emiatt a totalitárius, kommunista állam kritikájának is tekintik. A tudományos-fantasztikus műfaj segítségével egyértelműen kitalált, gyakran allegorikus történetekkel vitathatta a kommunista rendszer alapjait – ezt a hagyományos, "mainstream" irodalom nem tehette meg.

## Jelentősége
Zajdelt Lengyelországban Stanisław Lem után a második legjobb tudományos-fantasztikus szerzőnek tartották. A társadalomtudománnyal foglalkozó fantasztikus műfaj lengyel kezdeményezője volt (e műfajt Lengyelországban szociológiai fantasztikumnak, fantastyka socjologiczna-nak nevezik).Számos fiatal lengyel szerző merített inspirációt munkásságából, például Maciej Parowski és Marek Oramus. Munkáit belarusz, bolgár, cseh, eszperantó, finn, német, magyar, orosz és szlovén nyelvre fordították le. Szinte egyetlen munkája sem jelent meg angol nyelven, az egy kivétel Wyjątkowo trudny teren című novellája, amelyet Zajdel a Tales from the Planet Earth című, Frederik Pohl és Elizabeth Anne Hull szerkesztésében megjelent antológia számára írt. 
1984-ben a lengyel fantasy és sci-fi rajongók úgy döntöttek, hogy éves díjat hoznak létre, eredetileg Sfinks néven, a díj első nyertese Zajdel lett 1984-es Paradyzja című regénye miatt. Halála után a díjat Janusz A. Zajdel-díjra nevezték át.

## Magyarul megjelent művei
- Alsó határérték; ford. Nemere István; Metropolis Media, Budapest, 2018 (GFK)
- A mantezia mérge (novella, Galaktika 15., 1975)
- Tudósítás a pincéből (novella, Galaktika 41., 1981)
- Útitárs (novella, Galaktika 104., 1989; utánközlés: Galaktika 150., 1993)
- Rendnek kell lennie! (novella, Galaktika 114., 1990)
- Hová megy ez a villamos? (novella, Galaktika 113., 1990; utánközlés: Galaktika 288., 2014)

## Fordítás
- Ez a szócikk részben vagy egészben  a   Janusz Zajdel című angol Wikipédia-szócikk ezen változatának fordításán alapul.  Az eredeti cikk szerkesztőit annak laptörténete sorolja fel. Ez a jelzés csupán a megfogalmazás eredetét és a szerzői jogokat jelzi, nem szolgál a cikkben szereplő információk forrásmegjelöléseként.